# Георги Миркович
Георги Вълков Миркович е български лекар, революционер, просветен деец и общественик.
Действителен член на Българското книжовно дружество от 1884 г. Народен представител в Третото велико народно събрание (1887 г.) и в Петото обикновено народно събрание (1887 – 1889). От 1891 до 1896 г. издава в Сливен сп. „Нова светлина или тълкуване тайните явления в природата“, а от 1902 до 1905 г. редактира и издава сп. „Виделина“, което събира разни спиритически явления. Един от първите трима ученици на Петър Дънов.

## Образование
Георги Миркович е син на сливенския първенец Вълко Миркович. Роден е в Сливен, според някои автори през март 1825 г., според други през 1826 или 1827 г., а според лекарската му диплома – на 10 март 1828 г. Първоначално учи в родния си град, а после в Котел при Сава Доброплодни; след това помага на баща си в дюкяна.
През 1847 г. въпреки нежеланието на баща си постъпва в Духовната семинария в Киев със стипендия, издействана от д-р Иван Селимински за българчета. Там е съученик със Сава Филаретов, Иван Кишелски, Драган Цанков и др. Поради тежките условия в пансиона, станали причина той да се разболее, а други българчета да починат, през 1848 г. напуска и отива в Цариград да се лекува. При вестта за смъртта на баща му през същата година се връща в Сливен и, получил своя дял от наследството, отново отива в Цариград.
Първоначално постъпва в гръцкото училище в Куру чешме, но го напуска, недоволен от гъркоманското обучение и униженията спрямо българските ученици. През 1949 г. постъпва във френското католическо училище на лазаристите в квартала Бебек на Цариград. Много доволен е от обучението, остава там и го завършва.
Между 1851 г. и 1856 г. следва медицина в Монпелие, Франция, с кратко прекъсване, когато следва във факултета в Пиза, Италия. На 30 юли 1856 г. в Монпелие защитава докторска тезa и получава докторат. Като студент във Франция Георги Миркович е награден от Наполеон III със сребърен медал за грижите му за болни от холера по време на епидемия. Също във Франция Миркович преживява опитности, които за цял живот го правят убеден привърженик на парапсихичното и свръхсетивното познание.

## Дейност
В края на 1856 г. се завръща в Сливен и започва частна лекарска практика. По това време главен учител там е Добри Чинтулов и двамата заедно водят битка срещу гърцизма и за откриване на българска гимназия, в което не успяват. През 1858 г. отива в Стара Загора по покана на общината и една година е градски лекар там.
Между 1859 г. и 1861 г. е в Цариград. Работи като лекар, публикува в сп. „Български книжици“, а през 1860 г. излиза неговата „Кратка и методична българска граматика“, получила възторжени оценки. Драган Цанков, също автор на граматика, и Тодор Бурмов пишат положителни отзиви за нея в своите издания („България“ и „Български книжици“). В нея граматичните правила са много ясно формулирани и тя става основен труд в предосвобожденското образование на българчетата. След Освобождението е допълнена, преработена и издадена под друго название през 1883 г.
В Цариград д-р Миркович попада в разгара на борбата за църковна независимост на българите. Той подкрепя идеята на Драган Цанков за уния с папата като начин за откъсване от Вселенската патриаршия (по-късно съжалявал за това). На 15 март 1861 г. заедно с архимандрит Йосиф Соколски, дякон Рафаил Попдобрев, Драган Цанков и Йожен Борѐ заминават с параход за Италия, за ръкополагане на Йосиф като глава на Българската униатска църква. На 14 април Йосиф Соколски е ръкоположен за архиепископ, а на 26 април са приети на аудиенция при папа Пий ІХ, където Миркович и Цанков са наградени със златни Ватикански ордени. Руската дипломация, противничка на униатството, организира отвличането на Йосиф Соколски през юни същата година. Драган Цанков и д-р Миркович напускат Цариград.
Между 1861 г. и 1863 г. е назначен за градски лекар в Болград, Бесарабия и същевременно е лекар на Болградската българска гимназия. От 30 януари до 12 август 1864 г. е временен директор на гимназията. От тази длъжност е освободен преждевременно от просветното молдавско министерство поради открито толериране на революционните настроения сред учениците. Отива в Браила и остава там, както сам пише, „по причина на народните ни работи до 1866 година, време, в което се състави назоваемият Букурещки български комитет“.
Завръщайки се през 1866 г. в Сливен, се запознава с Михаил Чайковски (Садък паша), който подкрепя идеята му във всеки вилает да се основе по едно българско класно училище. Снабден с препоръчителни посма от него, той отива в Цариград, където има срещи с висши турски чиновници: Али паша и Фуад паша. Те го препращат в Русе при Митхад паша, който поставя условие тези училища да бъдат смесени, т.е. в тях да има и турски ученици. Това фактически проваля идеята на д-р Миркович.
От 1867 г. е градски лекар в Лом. Започва да сътрудничи на вестник „Македония“. Участва в революционната дейност в района. Заедно с Манол Иванов предлагат опасната идея като мними привърженици на Високата порта да дават грешна информация за брожения и движения на чети. Според някои автори тези действия карат властта да ускори учредяването на Българската екзархия. В края на 1869 г. Миркович е арестуван, подложен на тежки разпити и осъден на смърт, но неговият защитник Илия Цанов успява да постигне замяна на тази присъда с доживотна. Съдбата му се следи от цялата българска преса, тревогата за него е отразена дори в ръкописния вестник на учениците от Медицинското училище в Цариград, публикувал писмо от 60 ломски младежи в негова защита. Най-напред е затворен в цариградския затвор,(около пет години, до юли 1974 г.), а после е изпратен в Диарбекир. Там заварва около 150 души български заточеници и въпреки че е окован, лекува много болни, включително и от населението. След като е наклеветен от лекар-евреин, турската администрация започва да го мести по различни села, докато в Мардин няколко видни арменци поръчителстват за него и оковите му са свалени (1875 г.). Става съдружник на местния лекар арменец Хайлура ефенди и се движи свободно в града и околните села. Назначен е със 700 гроша месечна заплата, когато избухва чумна епидемия. Закупува редица недвижими имоти, които след 10 години завещава нотариално в полза на бедните, поделени между Арменска католическа община и Халдейската община в Мардин.
След Руско-турската война (1877 – 1878 г.) се установява в Сливен като лекар и управител на сливенската болница за период от десет години. Става главен инициатор за създаването на първото в България дружество на Червения кръст и на съединисткия комитет „Единство“. Издава вестник „Българско знаме“. Директор е и на Сливенската мъжка гимназия две години. От 1891 до 1892 г. е държавен лекар по жп линията Ямбол - Бургас. През 1894 г. се пенсионира.

## Приноси
Миркович е народен представител във Великото народно събрание (1887 г.) и в V обикновено народно събрание. През 1879 г. заедно с д-р Начо Н. Планински и д-р Добри П. Минков основават вестник „Българско знаме“. Между 1891 г. и 1896 г. издава списание „Нова светлина или тълкувание тайните явления в природата“, от 1893 до 1896 г. редактира и издава списание „Здравословие“, а между 1902 г. и 1905 г. издава списание „Виделина“. Участва в съединисткото движение. Георги Миркович е първият лекар в България, който започва да лекува по метода на хомеопатията. В книгата си „Домашен хомеопатичен лекар“ описва многобройните си наблюдения в тази област.
В периода 1896 г. – 1900 г. пребивава често във Варна и Бургас във връзка с дейността на семейната фирма „Р.В.Миркович и с-ие“ (регистрирана в Бургас през 1888 г. като клон на основното дружество с централа в Цариград – основано в 1846 г.), в която той има дял. Взема участие в спиритическите кръжоци в двата града.
През 1903 г. по повод 25-а годишнина на санитарното дело в България, Държавната санитарна инспекция награждава д-р Миркович като най-стар лекар в България с медал с корона „За гражданска заслуга“.
Георги Миркович е един от първите трима ученици на Петър Дънов. Участва в годишните срещи на Веригата на Учителя (от първата 1900 г. до смъртта си през 1905 г.). В протоколите на Веригата, по негово предложение е записано:”т.IV. Събранието задължава членовете си да събират разни спиритически явления и ги препращат към редактора на сп.”Виделина”. Протокол №1, гр. Варна, 14 август 1903./2, с.84/
На 29 септември 1905 г. завършва земния си път. Погребан е с големи почести от гражданството и обществеността на град Сливен. Дарява личната си библиотека и изданията си с около 1400 тома на читалище „Зора“, а имота си и 3000 златни лева завещава за благотворителни и общополезни цели на сиропиталището в Сливен. В завещанието посочва винаги да се иска съвета на духовния му учител Петър Дънов.